# 普通高等教育专科升本科考试
普通高等教育专科升本科考试，简称统招专升本或普通专升本，是中国高等教育体制中普通专科层次学生升普通本科学校或者专业继续学习的考试制度。不同省份对于此种考试的叫法不一，其中河北省叫“专接本考试”、江苏省叫“专转本考试”、广东省叫“专插本考试”，而其余省市叫“统招专升本考试”。一般每位普通专科考生在学期间只有一次报考机会，考试由各省份自行组织。

## 概述
中国高等教育体制与许多国家大致相同，即专科基本修业年限为2至3年，本科基本修业年限为4至5年。多数省份的专科毕业生可以有一次机会参加统招专升本考试，通过录取后从本科大三开始再读2年（即重读一次大三），如顺利毕业可取得全日制本科毕业证和学位证。是一種提供讀完專科後再讀2年改拿本科（大學畢業）的途徑，與台灣的二技學程概念相似。
专升本政策起始于1999年，曾在2006年和2010年被教育部“严加把控”，但自2020年起，为稳定大学生就业形势，其规模又有所扩大，该年专升本招生规模至64.8万人，同比增加32.2万人。2021年，专升本计划升至81万人。

## 招生对象和过程

### 报名资格
报名考生必须具有专科学历（或专科应届毕业生）才可以参加专升本考试的报名及考试，考试分数及其他身份考察通过后可进入本科学校继续学习。

### 组织方式
招生和录取工作为各省分别独立进行，主要有统考和校考两种组织方式：
- 统考由各省市的教育主管机构（一般是各省市教育考试院）组织统一考试及录取，采用这种方式的有江苏省、广东省、陕西省、河南省等。
- 校考则由中国国家教委授权各个高校负责组织考试及录取，采用这种方式的有江西省、安徽省、湖北省等。
- 特殊“对口升学”形式由本科学校A和专科学校B达成协议，则B校毕业生只能参加A校的校考，采用这种方式的有四川省等。

目前各省份的统招专升本考试都在往统考方向改革。例如湖北省已经实现基础课程（例如英语）统考，计划2024年后所有科目完全统考。

### 招生情况
以下是属于全日制统招专升本的招生情况：
- 内部招生主要是高等学校内部的相同专业和相近专业专科专业学生报考該校本科专业，有些学校内部招收学生直接编入正常本科班级继续学习，与外部招生有别。
- 外部招生主要招收来自其他学校的学生，甚至是专业并不完全一致。这一部分一般是大范围招生，所以完全可以建立新的班级建制，因为这部分学生的实际水平参差不齐，所以针对他们高校一般会特别“照顾”。但是他们毕业同样可以得到正式的学位证书和毕业证书。

## 考试形式
统招专升本考试主要以笔试为主。各个专业的考试题目基本上由该专业教师拟题然后由各省市教育考试院或高校教育管理机构管理并在考试日期启用，各省份具体的考试科目并不统一，主要包括基础课程和专业课程两大部分。
以广东省考试科目为例，考试科目有2门公共课（政治理论、英语）和2门专业课，部分示例如下：
- 计算机专业考试科目：政治理论、英语、高等数学、计算机基础与程序设计
- 金融学专业考试科目：政治理论、英语、经济学、金融学
- 会计学专业考试科目：政治理论、英语、管理学、基础会计学

## 毕业证书
统招专升本与通过成人高考专升本层次入学和通过高等教育自学考试本科段考试不同，学生在专科大三时通过统招专升本后被普通高等学校录取后，进入相应专业本科大三阶段继续完成本科学业两年（部分五年制本科专业为三年），其学习方式与通过高考入学的大三学生基本相同为全日制教学，如最终毕业，获得的是与通过高考入学该普通高校并毕业的学生一样的“普通高等教育毕业证书”（但会注明“专科起点本科”或者“二年制本科”），学位证书也是“普通高等教育本科毕业生学士学位证书”。而如果是成人高考专升本或高等教育自学考试本科段毕业获发的是成人高等教育毕业证书（即便成考录取学校是普通高等学校）或高等教育自学考试毕业证书，学位证书则是“成人高等教育本科毕业生学士学位证书”，且学习方式与全日制教学有明显差别。

## 存在问题
由于这一考试部分省份由各个高校自己组织，因此相关人员如果没有有效监管就会存在以权谋私，权钱交易的事情发生。部分省份的招生计划和录取过程完全由高校内部控制，因此其透明度也遭到质疑。
- 生源问题。在有些省份，高考成绩200多分甚至100多分的学生也能被高职专科院校录取。升学规划专家梁挺福认为，对于想专升本的大专生来说，一般大学的专升本他们看不上，而985/211工程院校却停止招生，自然部分高校就会因无足够生源而停止专升本招生。[1]

- 教学质量问题。因为本科教学大纲和专科有较大差异，因此大多数专升本的教学大纲不同于其它本科教育，因此其教育质量在某些高校难以保证，而且同时也增加了教员的工作量。部分专升本学生难以适应新的学习和教学方式，甚至难以顺利毕业。部分专升本的学生在学校中也会遭到一些偏见。[1]

- 有个别高校擅自提高专升本学生的学费，并无计划的扩大招生规模，导致教学质量下降，同时也增加了学生家庭的经济负担。因此2006年开始，211和985重点高校不再举办全日制专升本（此政策不包括這些院校的繼續教育學院或網絡教育學院）。普通中专也不能举办5年专科，并且全日制专升本录取人数不得超过当年各省专科毕业生人数的5%。[1][2]

- 准备专升本考试与实践实训的矛盾。一些考生为了准备专升本考试，对实践实训态度敷衍甚至放弃，脱离了高职教育轨道。[1]

## 未来趋势
一些普通本科院校目前在逐渐缩招或停招专升本，例如：湖北大学（2014年）；哈尔滨理工大学于2019年开始缩减，至2021年停招专升本；江苏省多所独立学院（2022年）；武汉纺织大学、武汉轻工大学（2023年）。苏州工业园区服务外包职业学院教师发展中心副主任认为，未来专升本招生可能的趋势是向民办本科高校倾斜。专家梁挺福则认为，“从长远的高等教育发展方向来看，专升本招生模式终将会走向结束”。